# نارینجه (کاهتا)
نارینجه {{ترکی|Narince) (به ارمنی: Նարնջա) یک منطقهٔ مسکونی کردنشین در ترکیه است که در کاهتا واقع شده‌است.